# Horn-fok
A Horn-fok (hollandul Kaap Hoorn, spanyolul Cabo de Hornos) a chilei Tűzföld (Tierra del Fuego) szigetvilág és ezzel az amerikai kontinens legdélebbi pontja, amely a Horn-szigeten található. 
A Horn-fok Dél-Amerika legdélebbi pontja és a Drake-átjáró északi határa, hosszú évekig a világ körüli kereskedelmi forgalmat lebonyolító vitorlások útjának egyik fontos állomása volt. A fok körüli vizek azonban különösen nagy veszélyeket rejtettek a vitorláshajóknak, mivel gyakoriak az erős szelek, az erőteljes áramlatok és az Antarktiszról leváló jéghegyek, emiatt a fok körül igen sok hajótörést jegyeztek fel.
A Horn-fok megkerülését a Panama-csatorna megnyitása tette jórészt feleslegessé 1914-ben. Azonban a fok megkerülése ma is a hajózás egyik nagy kihívása, és számos jacht hajózik erre ma is, legtöbbször a föld körüli vitorlásversenyek részeként. Ezek a hajók is általában a Horn-foktól északra található csatornák egyikét választják, bár néha horgonyt vetnek a sziget öbleiben és jó időben meglátogatják a Horn-szigetet. Számos rangos nemzetközi vitorlásverseny, mint pl. a Volvo Ocean Race, a VELUX5OCEANS és a Vendée Globe útvonala vezet erre, és a föld körüli hajózás sebességrekordját megdönteni kívánók is erre szoktak hajózni.

## Neve
A fok eredeti neve "Kaap Hoorn" volt, amelyet a holland Willem Schouten adott szülővárosáról a hollandiai Hoornról. Az elnevezést az angol és a spanyol nyelv is átvette, de mindkét nyelvben mást jelent (az angolban "szarv", míg a spanyolban "tűzhely" a jelentése a "horn", illetve a "hornos" szónak).

## Fekvés és domborzat

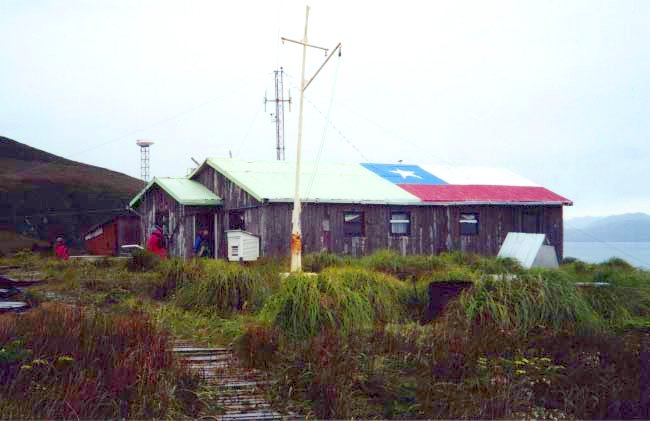
A chilei haditengerészeti támaszpont fő épülete

A Horn-fok a dél-amerikai kontinenshez tartozó legdélebbi fekvésű szárazföld, amely a d. sz. 55° 58′ 48″, ny. h. 67° 17′ 21″55.980000°S 67.289167°W koordinátákon található. A fok a Hermite-szigetek néven ismert szigetcsoport egyik tagján, a Horn-szigeten található, a részben Chiléhez, részben Argentínához tartozó tűzföldi szigetvilágban.
A Horn-fok jelzi a Drake-átjáró legészakibb pontját, az átjáró Dél-Amerika és az Antarktisz között fekszik. Az Atlanti-óceánt és a Csendes-óceánt elválasztó képzeletbeli vonalat a fokon keresztülhaladó hosszúsági kör jelöli ki. Maga a sziget a Cabo de Hornos Nemzeti Park területén van.
A fok Chile part menti felségvizein található, és a chilei haditengerészet egy támaszpontot üzemeltet a Horn-szigeten, amelynek részei a szálláshelyek, kápolna és egy világítótorony. A támaszponttól nem messze található egy emlékmű, amely egy albatroszt ábrázol, és a fok körüli veszélyes vizeken életüket vesztett hajósok emlékére emelték.
Bár a támaszpont és az emlékmű a szigeten található, de nem a fok közvetlen közelében van, mivel a Horn-fok mind a tenger, mind a szárazföld felől nehezen közelíthető meg. Az „igazi” Horn-fokon egy 4 méter magas, üvegszálból készült világítótorony található, amelynek fénye kb. 23 km-ről látható.
A szigeten az éghajlat és az erős szelek miatt egyáltalán nem nőnek fák, de a növényzet a rendszeres csapadéknak köszönhetően nagyon dús. A hideg, nyugaton nedves, keleten száraz éghajlat sok szokatlan állatnak ad otthont, a Horn-fok a Magellán-pingvin elterjedési területének legdélebbi pontja, de számos más különleges madárfaj él még itt, mint pl. az óriás viharmadár és a dolmányos albatrosz, a röpképtelen óriás-gőzhajóréce és a Magellán-harkály.

### Éghajlat

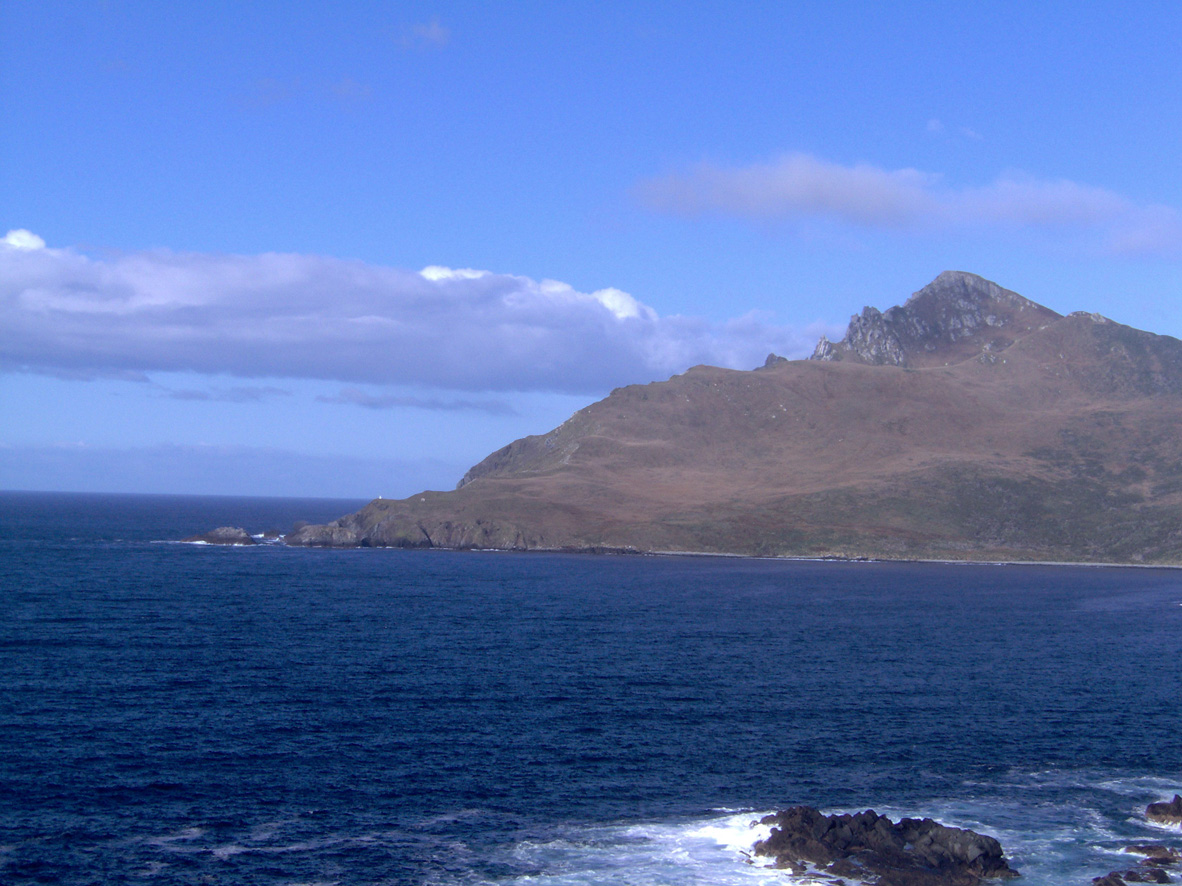
A Horn-fok a chilei haditengerészeti támaszpont felől nézve

A környék éghajlata meglehetősen hűvös, mivel közel található az Antarktiszhoz. A szigetcsoporton nem üzemel meteorológiai megfigyelőállomás, de egy 1882–83-ban végzett méréssorozat megállapította, hogy egy év alatt 1357 milliméter csapadék hullott, míg az éves átlagos hőmérséklet 5,2 °C fok volt. Az átlagos szélsebesség 30 km/óra volt, míg egyes széllökések elérték a 100 km/órás sebességet az évszaktól függetlenül.
A 146 km-rel északabbra fekvő Ushuaia városában végzett megfigyelések alapján nyáron (január–február hónapokban) a legmagasabb hőmérséklet 14, a legalacsonyabb 5 °C, míg télen (július) a hőmérséklet 4 és –2 °C között ingadozik. A tenger közelsége miatt az idő általában borús, felhős.
Minden évszakban sok csapadék hullik, a 109 km-re délnyugatra található Diego Ramirez-szigeten lévő meteorológiai állomás adatai szerint a legtöbb csapadék márciusban hullik, átlagosan 137,4 milliméter, míg októberben a legkevesebb, átlagosan 93,7 milliméter. Legtöbbször erőteljes szél fúj, de leginkább télen vannak viharos szelek: nyáron a Horn-fok körül az idő 5%-ában viharos erejű szél fúj jó látási viszonyok mellett, míg télen az idő 30%-ában mérnek viharos szeleket rossz látási viszonyok mellett.
Ennek megfelelően a Horn-fok megkerülése a vitorlás hajók korszakában igen veszélyes vállalkozás volt, és a hajók legtöbbször heves viharban hajóztak erre.

### Politikai viszonyok
A Horn-fok és a Horn-sziget a chilei Cabo de Hornos járás része, amelynek központja Puerto Williams, a járás az Antártica Chilena tartományhoz tartozik, amelynek központja szintén Puerto Williams. A tartomány pedig a Magellán-szoros és Chilei Antarktika régió (Magallanes és Antártica Chilena) része.
A Puerto Williams-től pár kilométerre délre található Puerto Toro a Horn-fokhoz legközelebb eső, egyben a Földön legdélebbre fekvő település.

### Hajózási útvonalak

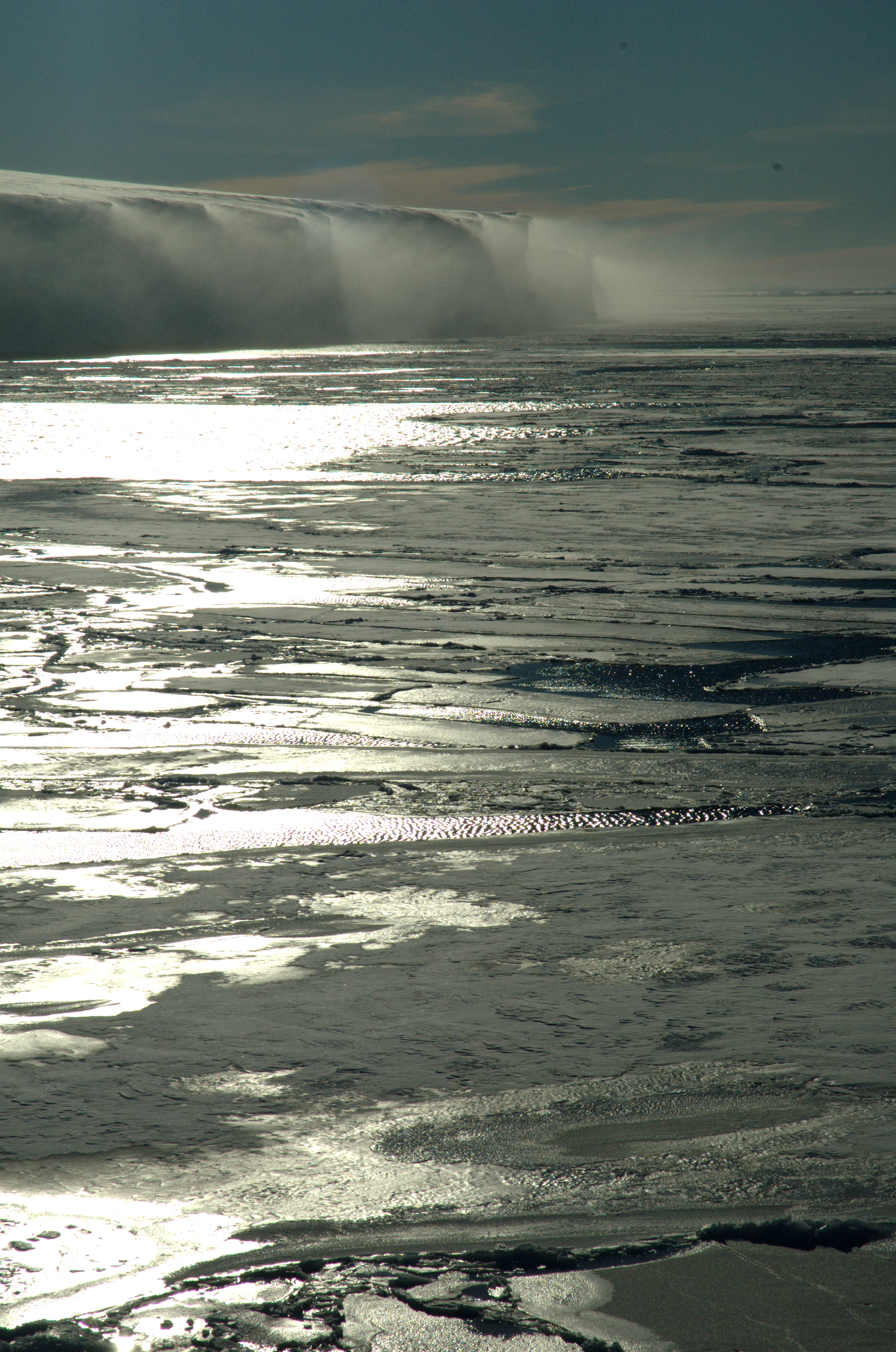
Jéghegy széléről leváló williwaw szél

Számos lehetséges hajózási útvonalon lehet megkerülni Dél-Amerikai legdélebbi részét. A Magellán-szoros a kontinens és a Tűzföldi szigetcsoport között található és a legnagyobb – bár legszűkebb – hajózási útvonal, amelyet jóval a Horn-fok felfedezése előtt már használtak. A Beagle-csatorna Tűzföld és Isla Navarino sziget között található, bár meglehetősen nehezen hajózható, illetve számos hajózási útvonal fekszik a foktól északra található Wollaston és Hermite szigetek között.
Mindegyik útvonalon azonban nagy veszélyt jelentenek a hirtelen széllökések, a tengerészek által williwaw-nak nevezett szelek, amelyek minden figyelmeztetés nélkül csapnak le az átjáróban hajózókra. A szűk hajózási csatornák miatt a hirtelen, heves széllökés nagy veszélyt jelent, mivel könnyen a part menti sziklákra sodorhatja a hajót.
A Horn-fok körüli vizek és a Drake-átjáró nyílt tengere (amely a legszélesebb pontján 800 km széles) megfelelő helyet biztosít a vitorlás hajóknak a manőverezéshez és a változó szelekhez való alkalmazkodáshoz. A viharos szelek által felkorbácsolt hullámok ellenére a legtöbb hajó és vitorlás inkább ezt az útvonalat választja.

### Hajózási veszélyek
Számos tényező nehezíti meg a Horn-fok körül a hajózást és tette ezt az útvonalat a világ egyik legveszélyesebb hajózási útvonalává. Az átjárók szűkössége rendkívül megnehezítette a manőverezést, és déli óceánokon általában is nehéz volt hajózni a viharos szelek miatt, a Horn-fok fekvése pedig szélsőségesen déli (összehasonlításképpen, az Afrika déli csücskénél található Agulhas-fok a 35° déli fokon, míg Új-Zéland legdélebbi pontja is csak a 47° déli szélességi fokon fekszik).
A 40° déli szélességi fok alatt a szelek akadálytalanul fújhatnak nyugatról keletre, mivel szinte semmilyen szárazföld nem állja útjukat – a hajósoknál az üvöltő negyvenesek nevet kapták ezek a szelek. Délebbre a még veszélyesebb a dühöngő ötvenesek és a sikoltó hatvanasok fújnak, amelyek miatt a keleti irányban hajózó vitorlások próbálnak közel tartózkodni a 40. déli szélességi fokhoz. A Horn-fok megkerüléséhez azonban szükséges az 56° déli szélességi fok alá, vagyis a legvadabb szélviharok térségébe hajózni. A szeleket még veszélyesebbé teszi, hogy az Andok déli vonulatai és az Antarktisz közötti, viszonylag keskeny csatornában még inkább felerősödnek a szelek.
A déli óceánokon uralkodó viharos időjárásnak megfelelően hatalmas hullámok alakulnak ki, amelyek akadálytalanul vándorolnak az óceánokon. A Horn-foktól délre azonban aránylag keskeny csatornán kell áthaladniuk, amelynek eredményeként a hullámok keskenyebbek és magasabbak lesznek. Ha a Drake-átjárón áthaladó erős keleti áramlat ellentétes nyugati széllel találkozik, ez a hullámok további felhalmozódását eredményezheti. A „normális” hullámzás mellett a Horn-fok körüli tenger hírhedt az akár 30 méteres magasságot is elérő hullámóriások előfordulása miatt.
Az uralkodó szélirány és az erős tengeráramlat nagyban megnehezítette a hajózást, mivel a hajók általában keletről nyugatra szándékoztak átkelni a szoroson. Bár ez a mai napig némi problémát jelent a hajóknak, a csak vitorlával felszerelt hajóknak ez nagyon komoly akadály volt, és legjobb esetben is csak nagyon lassan tudtak haladni az ellenszélben. A modern vitorláshajók és jachtok már sokkal könnyebben tudnak nyugati irányban áthaladni az átjárón, mint pl. a Global Challenge versenyek alkalmával. Ennek ellenére kevesen választják ezt az útvonalat: az elmúlt évtizedekben két hajós, John Kretschmer a 32 láb hosszú "Gigi" fedélzetén 1984-ben, illetve Lin és Larry Pardey 2003-ban a Taleisin fedélzetén.
További veszélyt jelent a hajósokra nézve a jéghegyek jelenléte a 40° déli szélességi fok alatt. Bár a fok körül a jéghatár délebbre húzódik, a jég jelenléte megnehezíti a hajózást. Nyáron (január–február hónapokban) a jéghegyek általában az 50° déli szélességi fok alatt találhatók, de télen (június–július) akár a 40° déli szélességi fok környékén is felbukkanhatnak.

## Története

### Felfedezése

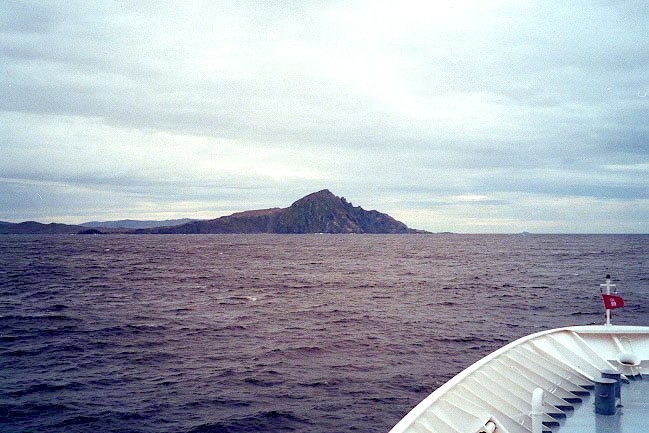
A Horn-fok látképe délnyugat felől

1525-ben a spanyol San Lesmes vitorlás, Francisco de Hoces parancsnoksága alatt a Loaísa expedícióban vett részt, amikor egy vihar délre sodorta a hajót a Magellán-szoros atlanti végétől. A hajó egészen a déli szélesség 56°-ig sodródott, ahol a távolban földet láttak.
1578. szeptemberben Sir Francis Drake föld körüli útja során szintén a Magellán-szorost használta Dél-Amerika megkerülésére, de mielőtt északnak fordíthatta volna hajóit, egy heves vihar szintén délre sodorta a flottát, jóval a Tűzföldtől délre. Drake ekkor fedezte fel a nevét viselő átjárót, és a nyílt tenger jelenlétéből arra következtetett, hogy a Tűzföld mégsem egy önálló kontinens (ahogy azt akkoriban hitték), hanem egy szigetcsoport. A felfedezést abban az időben nem aknázták ki, és a hajók továbbra is az északabbra található Magellán-szoroson keresztül hajóztak.
Az 1600-as évek elején a Holland Kelet-indiai Társaság kapta meg a Magellán-szoroson és a Jóreménység-foka körül bonyolított holland kereskedelem monopóliumát. Ebben az időben csak ez a két útvonal volt ismert a Távol-Kelet felé igyekvő hajósoknak. A társaság megbízásából, egy új kereskedelmi útvonal és a feltételezett Terra Australis (azaz déli kontinens) feltárása szándékából Isaac Le Maire amszterdami kereskedő és Willem Schouten, a holland Hoorn városából származó kapitány összeállítottak egy expedíciót, amely további támogatást kapott Hoorn város tehetős kereskedőitől.
Issac Le Maire Jacob nevű fia a vállalkozás kereskedelmi ügyeiért felelős partnerként szintén részt vett az expedícióban. 1615 júniusában hagyta el Hollandiát az expedíció két hajója, az Eendracht, egy 360 tonnás vitorlás Schoutennel és Le Maire-rel a fedélzetén, illetve a 110 tonnás Hoorn, amelynek Schouten bátyja, Johan volt a kapitánya. A két hajó közül egyedül az Eendracht, amely a Hoorn legénységét is szállította, hajózott keresztül a Le Maire-szoroson, és ekkor tették a nagy felfedezést:
"[1616]. január 25-én délnyugati szél volt, és aznap éjjel déli irányban hajóztunk; délnyugat felől nagy hullámok jöttek, amiért is úgy ítéltük meg és biztosnak tartottuk, hogy a nagy déli tengert elértük, és különösen örvendtünk annak, hogy felfedeztük azt az átjárót, amely addig ismeretlen maradt és amelynek létezését bizonyítottuk."
"... [1616]. január 29-én ismét szárazföldet láttunk északnyugatra tőlünk, amely föld a Magellán-szorostól délre feküdt és egészen délre húzódott, hóval borított magas hegyek, amelyek egy hegyes fokban végződtek, ennek a "Cape Horne" (az eredetiben Kaap Hoorn) nevet adtuk..."
A felfedezés idején a Horn-fokot Tűzföld legdélebbi pontjának tartották, a viharos időjárás és a veszedelmes tenger miatt a Drake-átjáró további felderítése szinte lehetetlen volt, és csak 1624-ben fedezték fel, hogy a fok egy szigeten található. A Horn-foktól délre csak 650 km-re található Antarktiszt, amelynek létezését már jóval korábban gyanították és megjósolták, csak 1820-ban fedezték fel, annak ellenére, hogy a Drake-átjárót a közbeeső 200 évben rendszeresen használták hajózásra.

### Kereskedelmi útvonal

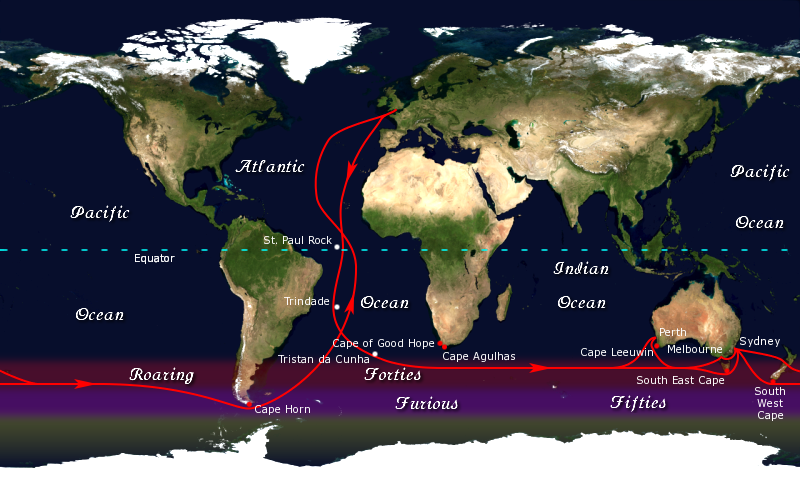
A klipperek útja: az Anglia és Ausztrália/Új-Zéland között hajózó vitorlások rendszeresen megkerülték a Horn-fokot

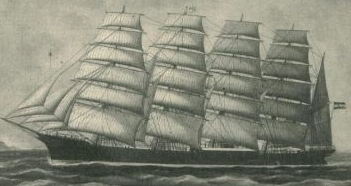
A német Potosi vitorlás teljes vitorlázatban hajózik

Az 1700-as évektől az 1900-as évek elejéig a Horn-fok és a Drake-átjáró a világ kereskedelmének nagy részét lebonyolító klipperek útvonalának része volt. Az Anglia és Ausztrália, valamint Új-Zéland között hajózó, utasokat, gyapjút, gabonát és aranyat szállító hajók rendszeresen erre hajóztak, illetve ezt az útvonalat használták az Európa és a Távol-Kelet közötti kereskedelmet bonyolító vitorlások is. Az Egyesült Államok keleti és nyugati partja között utasokat és árukat szállító hajóknak is erre kellett kerülniük. A viharos, kiszámíthatatlan időjárás és a háborgó tengerek miatt azonban igen veszélyes volt erre hajózni.
A legközelebbi kikötő, amely a vitorlásokat és személyzetüket ki tudta szolgálni, a Falkland-szigeteken volt. A szigetlakók ki is használták előnyös helyzetüket, és a hajók javításáért néha olyan elképesztő pénzeket követeltek, hogy időnként a megrongálódott hajókat Port Stanley kikötőjében egyszerűen magára hagyta a legénység.
A gőzhajók kifejlesztése és a Panama-csatorna megnyitása után a kereskedelmi forgalom lassan más útvonalakra terelődött, de a Flying P-Liner osztályú német acéltörzsű vitorlás hajók, amelyeket pont a környék szélsőséges viszonyait figyelembe véve terveztek és építettek, továbbra is a Horn-fok körül hajóztak. Ezek a hajók a Dél-Amerikából származó guanót és később ausztrál gabonát szállítottak Európába. A hajók ellenállóképességét tanusítja, hogy egyetlenegy sem veszett el ezek közül a Horn-fok körül.
A tengerészhagyomány szerint a Horn-fok megkerülése után a tengerészek egy aranykarikát viselhettek a bal fülükben és egyik lábukkal az asztalon ehettek. Ha a Jóreménység-fokot is megkerülték, akkor mindkét lábukat feltehették az asztalra. A fokot megkerülő tengerészek emellett egy teljes vitorlázattal hajózó klippert ábrázoló tetoválással is büszkélkedhettek.
A Horn-fokot megkerülő hajók közül az egyik nevezetes kísérlet a HMS Bounty-hoz fűzödik 1788-ban, amely leginkább a hajón kitört lázadásról emlékezetes. A William Bligh kapitány parancsnoksága alatt hajózó Bounty kenyérfa palántákat szállított Tahitiből Jamaicára, mielőtt a Csendes-óceánon a legénység fellázadt és ezzel a hajó útja megszakadt.
Az Egyesült Államokban megépülő transzkontinentális vasútvonalak, illetve a Panama-csatorna lassan a Horn-fok körüli hajózási forgalom csökkenéséhez vezetett, a gőzhajók elterjedésével csak a német Flying P-Liner hajók voltak az utolsó kereskedelmi vitorlások, amelyek erre hajóztak (az utolsó hajó, a Pamir gabonát szállított az ausztrál Port Victoria kikötőből az angol Falmouth-ba 1949-ben).
Manapság csak néhány nagyobb hajó jár erre rendszeresen, általában olajszállító hajók, nagy kirándulóhajók és néhány repülőgép-anyahajó, de rendszeres kereskedelmi útvonal már nem vezet a Horn-fok körül.

### Szabadidős és sporthajózás
A Szuezi-csatorna és a Panama-csatorna megnyitása ellenére a Horn-fok körül vezető útvonal teszi lehetővé a föld körbehajózását a legrövidebb idő alatt. Emiatt, illetve a szabadidős vitorlázás elterjedése miatt egyre gyakrabban hajóznak erre kisebb vitorlások. A nagy távolság és a veszélyes időjárási viszonyok miatt a Horn-fok körbehajózása a vitorlások körében felér a Mount Everest megmászásával.
Az első hajós, aki egyedül hajózott át a Drake-átjárón, Joshua Slocombe volt 1895-ben, de a különlegesen rossz időjárási viszonyok miatt számos alkalommal kényszerült a szigetek közötti csatornákon hajózni és feltételezhető, hogy a fokot nem kerülte meg. Az első kis vitorlás hajó, amely igazoltan megkerülte a Horn-fokot, a 42 láb (13 m) hosszú Saoirse jacht volt, amely fedélzetén Conor O'Brien és három barátja 1923 és 1925 között körbehajózták a földet. 1934-ben a norvég Al Hansen volt az első, aki kelet-nyugati irányban megkerülte a fokot Mary Jane nevű hajójában, bár később Chile partjai előtt hajótörést szenvedett. Az első ember, aki egyedül megkerülte a Horn-fokot és sikeresen körbehajózta a földet, az argentin Vito Dumas volt 1942-ben a 33 láb (10 m) hosszú Lehg II fedélzetén.
Manapság számos vitorlásversenyt rendeznek a régi klipperek útvonalát követve a Horn-fok érintésével. Ezek közül az egyik legkorábbi a Sunday Times Golden Globe Race egyszemélyes vitorlásverseny volt, 1966-ban kilencen indultak az angliai Falmouthból, de minden szabályt betartva csak Robin Knox Johnston ért vissza, aki 313 nap alatt tette meg a 30123 mérföldes távot Suhaili nevű, 32 láb (10 m) hosszú kétárbócosával.
A Golden Globe Race mintájára négyévente rendezik a szintén egyszemélyes Around Alone, illetve a Vendée Globe non-stop vitorlásversenyt. A Volvo Ocean Race versenyt szintén négyévente rendezik csapatok számára. A Jules Verne Trophy díjat az kaphatja, aki megállás és külső segítség nélkül a leggyorsabban körbehajózza a földet, tekintet nélkül a hajó típusára vagy a legénység létszámára.
A nagy érdeklődéstől függetlenül a Horn-fok körbehajózása nem veszélytelen, amelyre a legjobb példa Miles and Beryl Smeeton esete, akik 1956-ban a Tzu Hang fedélzetén kísérelték meg körbehajózni a fokot. A szorosban a hajót egy hatalmas hullám felborította, és bár a chilei Talcahuano városban ki tudták javítani a károkat, a következő kísérletnél egy újabb hatalmas hullám felborította a hajót és letörte az árbócot. A pár végül túlélte a hajótörést és 1967-ben harmadik kísérletre sikeresen áthajózott a szoroson.

## Irodalmi és kulturális vonatkozásai
A Horn-fok a tengerészek és a vitorlások szemében kitüntetett helyet foglal el. Szerepelt a tengerésznótákban és számos könyvben, amely a tengerhajózásról vagy a vitorlázásról szól. Az egyik klasszikus regény a vitorlás hajók korából a Two Years Before the Mast, írója Richard Henry Dana Jr, aki Boston-ból Kaliforniába utazott a Horn-fokon keresztül:
Nyolc óra előtt (vagyis azon a szélességi fokon naplementekor) felhangzott a kiáltás "Mindenki a fedélzetre!" az elülső figyelőből és ahogyan a fedélzetre értünk, egy nagy fekete felhőt láttunk, amely délnyugatról felénk tartott és elsötétítette az eget. "Itt jön a Horn-fok!" kiáltotta az első tiszt, és éppen annyi időnk volt, hogy bevonjuk a vitorlákat, mielőtt elért minket. Szempillantás alatt nagyobb hullámokat korbácsolt, mint amit valaha láttam, és mivel pontosan előttünk volt, a kis vitorlás, alig nagyobb, mint egy fürdőkád, nem tehetett mást, egyenesen belehajózott és a teljes orrát ellepték a hullámok, víz ömlött be minden nyíláson, és fennállt a veszélye, hogy a fedélzetről mindent a tengerbe sodor. Egyes helyeken derékig állt. Felugrottunk és csökkentettük az orrvitorlákat, minden más vitorlát bevontunk és lekötöztünk. De ez sem volt elég, a hajó szenvedett a hullámok és a szél ellenében, és a vihar egyre erősödött. Ekkor már szakadt a havas eső és a jég is nyakunkba. Ismét felkötöttük a vitorlákat, még szorosabbra fogtuk az orrvitorlát és bevontuk a fővitorlát. Reményeinknek itt lett vége.
Charles Darwin a The Voyage of the Beagle című könyvében, amelyet az 5 éves expedícióról írt, a következőképpen jegyezte fel 1832-es találkozását a Horn-fokkal:
... megközelítettük a Barnevelts-szigeteket és elhajóztunk a Cape Deceit kiálló csúcsai mellett, majd 3 óra körül megkerültük az elemek által meggyötört Horn-fokot. Az este világos és nyugodt volt, és a környező szigetek nyújtotta látványban gyönyörködtünk. A Horn-fok azonban megkövetelte a tiszteletet, ami kijár neki, és az éj leszállta előtt vihart küldött ránk. A tenger felé vettük hát az irányt és csak másnap közelítettük meg a szárazföldet, amikor hírnevének megfelelően láttuk ismét a fokot – ködbe burkolózva, viharos széllel és tengerrel övezve. Nagy fekete felhők gördültek tova az égen, melyből az eső és a hó olyan erővel zúdult ránk, hogy a kapitány a Wigwam Cove felé vette az irány. Ez egy nyugodt kis öböl, nem messze a Horn-foktól, és itt, karácsony estéjén, nyugodt vízen horgonyt vetettünk.
Alan Villiers, a hagyományos vitorlások szakértője számos könyvet írt erről a helyről és a vitorlások korszakáról, mint pl. a By way of Cape Horn. A fokot egyedül körbehajózók is könyvben örökítették meg kalandjaikat, mint pl. Vito Dumas, aki Alone Through The Roaring Forties címmel írta meg föld körüli útjának történetét.
A HMS Beagle kapitánya, Robert FitzRoy partraszállásának szentelték azt az emlékművet, amelyet a kapitány születése után 200 évvel avattak fel nem messze a chilei támaszponttól.

## További olvasmányok
- Around Cape Horn: A Maritime Artist/Historian's Account of His 1892 Voyage, by Charles G. Davis and Neal Parker. Down East Books, 2004. ISBN 0-89272-646-6
- Cape Horn. A Maritime History, by Robin Knox-Johnston. London Hodder&Stoughton ISBN 0-340-41527-4
- Cape Horn: The Story of the Cape Horn Region, by Felix Riesenberg and William A. Briesemeister. Ox Bow Press, 1994. ISBN 1-881987-04-3
- Cape Horn and Other Stories From the End of the World, by Francisco Coloane. Latin American Literary Review Press, 2003. ISBN 1-891270-17-6
- Gipsy Moth Circles the World, Sir Francis Chichester; International Marine, 2001. ISBN 0-07-136449-8
- Haul Away! Teambuilding Lessons from a Voyage around Cape Horn, by Rob Duncan. Authorhouse, 2005. ISBN 1-4208-3032-5
- Rounding the Horn: Being the Story of Williwaws and Windjammers, Drake, Darwin, Murdered Missionaries and Naked Natives - A Deck's-Eye View of Cape Horn, by Dallas Murphy. Basic Books, 2004. ISBN 0-465-04759-9
- En el Mar Austral, by Fray Mocho. University of Buenos Aires Press (La Serie del Siglo y Medio), 1960. An incredible account of the southern tip of South American by an Argentine Journalist.
- High Endeavours, by Miles Clark. Greystone, 2002. ISBN 1-55054-058-0 An account of the lives of the author's god-father Miles Smeeton, and his wife Beryl, including a couple of spectacular trips to the Horn.
- A world of my Own by Robin Knox-Johnston. An account of the first solo non-stop circumnavigation of the world via Cape Horn between 1968 and 1969.
- Expediciones españolas al Estrecho de Magallanes y Tierra de fuego, by Javier Oyarzun. Madrid: Ediciones Cultura Hispánica ISBN 84-7232-130-4.
- Storm Passage by Webb Chiles. Times Books ISBN 0812907035
- The Last of the Cape Horners. Firsthand Accounts from the Final Days of the Commercial Tall Ships, edited by Spencer Apollonio. Washington, D.C.: Brassey's, Inc. 2000. ISBN 1-57488-283-X
- Cape Horn - a maritime history by Robin Knox-Johnston

## Lásd még
- Beagle-csatorna és Beagle-konfliktus
- Agulhas-fok
- Cape Leeuwin
- Jóreménység foka
- Magellán-szoros
- Hamis Horn-fok

## Külső hivatkozások
- Steve Colgate megkerüli a Horn-fokot Archiválva 2008. június 1-i dátummal a Wayback Machine-ben
- George Kourounis expedíciója a Horn-fokhoz
- A spanyol Wiki cikke a chilei Cabo de Hornos településről
- Comuna de Cabo de Hornos hivatalos weboldala
- Chilean Brotherhood of Cape Horn Captains (Caphorniers)
- Amicale Internationale des Capitaines au Long Cours Cap-Horniers (A.I.C.H.) / International Brotherhood Captains Cap-Horners
- Cape Horn, Tierra Del Fuego, Antarctica and South Georgia – a Horn-fok és környéke régi térképeken
- Sailing Way Down South -- Ellen MacArthur látogatása Cabo de Hornos-ban
- Flying Cloud Around the Horn – a Horn-fok körül 1853-ban megtett út leírása
- Antarctica, Continent of Ice – a Horn-fok és a Drake-átjáró leírása
- Műholdfelvétel a térségről a Google Maps-on
- Cape Horn to Starboard - Lin Pardey cikke
- Robert FitzRoy emléktáblája a Horn-szigeten
- Megemlékezés Robert FitzRoy kétszáz éves évfordulójára Archiválva 2007. július 2-i dátummal a Wayback Machine-ben